# Khan Shatyr
Khan Shatyr, també conegut com a Xan Şatırı (en català Reial Marquesa) és una “carpa” gegant transparent que es troba a Astanà, la capital del Kazakhstan. El projecte arquitectònic fou presentat pel seu president, Nursultan Nazarbayev, el 9 de desembre del 2006. L'edifici té 150 metres d'alçada amb una base el·líptica de 200 metres que cobreixen uns 140.000 metres quadrats. Sota la carpa hi ha una àrea que cobreix una superfície equivalent a deu camps de futbol i que és un parc intern a escala urbana dedicat a les compres i a l'entreteniment, amb carrers per a vianants i places, amb un riu intern, un centre comercial, un espai per al minigolf i una platja coberta.